# Évidemment (chanson)
Pour les articles homonymes, voir Évidemment.
Singles de France Gall
Babacar
(1987) Papillon de nuit
(1988)
Pistes de Babacar
Ella, elle l'a La Chanson d'Azima
Évidemment est une chanson écrite et composée par Michel Berger et enregistrée par France Gall en 1987 pour son album Babacar, dont elle est le troisième single, sorti le 7 mars 1988.

## Contexte
Cette chanson au tempo lent a été écrite par Michel Berger pour France Gall après la mort accidentelle de leur ami Daniel Balavoine.
Lors de l'enregistrement de la chanson, France Gall dut s'y reprendre à plusieurs fois pour la chanter tellement le texte la touchait et réussit finalement à l'enregistrer en ne pensant pas du tout à ce qu'elle chantait. La chanson sort d'abord au printemps 1987 sur son album Babacar et est choisie comme troisième extrait de l'album, en mars 1988. Sur la face B figure la chanson La Chanson d'Azima, basée sur une lettre d'un petit garçon touareg, Azima, que Michel Berger et France Gall ont rencontré lors de leur voyage au Mali en 1986, dans le cadre d'Action Écoles.

## Accueil commercial
Le 45 tours entre au Top 50 le 2 avril 1988, en 19e position, atteignant au mieux la 6e place et y restant classé 18 semaines. Selon le site Top France, il s'est également placé en 44e position du classement annuel des ventes de singles en France pour l'année 1988.

## Liste des titres
| A. | Évidemment         | 3:26 |
| B. | La Chanson d'Azima | 2:45 |

## Crédits
- France Gall – chant
- Michel Berger – paroles, musique
- Jean-Pierre Janiaud – ingénieur du son
- Olivier do Espirito Santo – ingénieur du son

## Classements
| Classement (1988–89)             | Meilleure place |
| -------------------------------- | --------------- |
| Belgique (SABAM)                 | 10              |
| Europe (European Hot 100)        | 24              |
| Europe (European Airplay Top 50) | 23              |
| France (SNEP)                    | 6               |
| Québec (Palmarès francophone)    | 33              |

| Classement (2012–18)         | Meilleure place |
| ---------------------------- | --------------- |
| France (SNEP)                | 77              |
| Suisse (Schweizer Hitparade) | 89              |

| Classement (1988) | Position |
| ----------------- | -------- |
| France (SNEP)     | 46       |

## Version de Kate Ryan
Singles de Kate Ryan
Babacar
(2009) Lovelife
(2011)
Kate Ryan revisite ce titre sur sa compilation French Connection de 2009. Cette version est sortie le 9 octobre 2009 en tant que deuxième single de l'album. Il existe deux versions : la version principale, produite par Yves Gaillard, est une ballade pop avec piano et voix, et le « 2N Remix », produit par Niclas Kings et Niklas Bergwall (2N), est une version dance.

### Liste des titres
| A. | Évidemment            | 3:06 |
| B. | Évidemment (2N Remix) | 3:17 |

### Classements
| Classement (2009)                      | Meilleure position |
| -------------------------------------- | ------------------ |
| Belgique (Flandre Ultratop 50 Singles) | 27                 |

## Autres reprises
- Lara Fabian chante ce titre en duo avec Rick Allison sur son album Live (1998)
- Laurence Jalbert chante ce titre sur son album Sur la route... évidemment (2006)
- Julie Pietri revisite ce titre dans un style bossa nova sur son album Autour de minuit (2007)
- Jenifer interprète ce titre pour son album de reprises de chansons de France Gall intitulé Ma déclaration (2013). Sortie le 16 septembre 2013, cette version atteint la 97e place du classement de ventes français[15].